# Schneider-Gletscher
Der Schneider-Gletscher ist ein rund 24 km langer Gletscher im westantarktischen Ellsworthland. In der Heritage Range des Ellsworthgebirges fließt er zwischen den Gebirgskämmen Dunbar Ridge und Inferno Ridge in nördlicher Richtung zum Balish-Gletscher, den er kurz vor dessen Einmündung in den Splettstoesser-Gletscher erreicht.
Der United States Geological Survey kartierte ihn anhand eigener Vermessungen und mithilfe von Luftaufnahmen der United States Navy zwischen 1961 und 1966. Das Advisory Committee on Antarctic Names benannte ihn 1966 nach Arthur F. Schneider, Wartungsoffizier der Flugstaffel VX-6 bei der Operation Deep Freeze des Jahres 1965 und befehlshabender Offizier bei derjenigen des Jahres 1968.